# Сигюр, Жак
Жак Сигюр (фр. Jacques Sigurd, 15 июня 1920, Париж, Франция — 21 декабря 1987, Нью-Йорк, США) — французский сценарист, автор ряда выдающихся послевоенных фильмов. Наиболее известными стали его работы, созданные совместно с кинорежиссёром Ивом Аллегре.

## Фильмография

### Сценарист
- 1948 — Деде из Антверпена / Dédée d'Anvers
- 1948 — Такой красивый маленький пляж / Une si jolie petite plage
- 1949 — Все дороги ведут в Рим / Tous les chemins mènent à Rome
- 1950 — Манеж / Manèges
- 1951 — Чудеса случаются однажды / Les miracles n'ont lieu qu'une fois
- 1952 — Кожаный нос / Nez de cuir
- 1952 — Безумства молодости / La jeune folle
- 1953 — Разбитые мечты / Les amants de minuit
- 1953 — Лукреция Борджа / Lucrèce Borgia
- 1953 — Дева Рейна / La vierge du Rhin
- 1954 — Les révoltés de Lomanach
- 1954 — Воздух Парижа / L'air de Paris
- 1954 — Прекрасная возвышенность / La bella Otero
- 1954 — Любовные истории Манон Леско / Gli amori di Manon Lescaut
- 1955 — Лучшие годы / La meilleure part
- 1958 — Белый груз / Cargaison blanche
- 1958 — Пустынная Пигаль / Le désert de Pigalle
- 1958 — Обманщики / Les Tricheurs
- 1959 — Асфальт / Asphalte
- 1959 — Зимние каникулы / Vacanze d'inverno
- 1959 — Любовники завтрашнего дня / Les amants de demain
- 1961 — Ла Файетт / La Fayette
- 1962 — Преступление не выгодно / Le crime ne paie pas (с Анри Жансоном и Пьером Бостом)
- 1962 — Просо для птичек / Du mouron pour les petits oiseaux
- 1963 — Стриптиз / Strip-tease
- 1964 — Constance aux enfers
- 1964 — Другая женщина / L'autre femme
- 1965 — Три комнаты на Манхэттене / Trois chambres à Manhattan
- 1966 — Вторая истина / La seconde vérité

### Актёр
- 1945 — Les cadets de l'océan